# 長野県総合教育センター
長野県総合教育センター（ながのけんそうごうきょういくセンター、英称：Nagano Prefectural Comprehensive Education Center）は、長野県が設置する教育に関する研究及び教育関係職員の研修を行う機関である。

## 概要・事業
長野県における教育の充実を図ることを目的として、教育関係職員の研修及び生徒の実習を行うとともに、専門的、技術的事項の研究及び調査、情報の収集及び提供並びに教育相談を行うため、1996年に前身の長野県教育センター及び長野県産業教育センターを廃止して設置された。

## 所在地
- 長野県塩尻市片丘南唐沢6342-4

## 沿革
- 1965年（昭和40年）4月 長野県教育センター設置
- 1973年（昭和48年）11月 長野県情報処理教育センター設置
- 1985年（昭和60年）4月 長野県情報処理教育センターを長野県産業教育センターに改組
- 1996年（平成8年）3月 長野県教育センター設置条例及び長野県産業教育センター設置条例を廃止し、長野県総合教育センター設置条例を制定。
- 1996年（平成8年）4月 両センターを統合し、長野県総合教育センターを設置。

## 組織
- 総務部
- 企画調査部
- 教科教育部
- 教職教育部
- 生徒指導・特別支援教育部
- 情報・産業教育部